# Surfaces de jeu au tennis
Pour les articles homonymes, voir Surface.
Un court de tennis peut être composé de différentes surfaces ayant chacune une influence particulière sur le jeu. Certaines surfaces permettent par exemple aux joueurs de glisser ou change la manière de rebondir de la balle, ainsi que sa vitesse. Quatre surfaces sont principalement utilisées lors des tournois professionnels : le gazon, les moquettes, les surfaces dures et la terre battue. Ces surfaces peuvent être utilisées en extérieur ou en intérieur, ce qui permet ou non la présence de vent. En plus d'influencer le jeu, la surface peut faire varier d'autres éléments secondaires : la quantité d'espace autour du court (qui est plus grande dans les tournois internationaux et permet de rattraper plus de balles), la couleur du court ou la largeur des lignes, qui sont par exemple plus larges sur gazon.

## Types de surfaces

### Dur

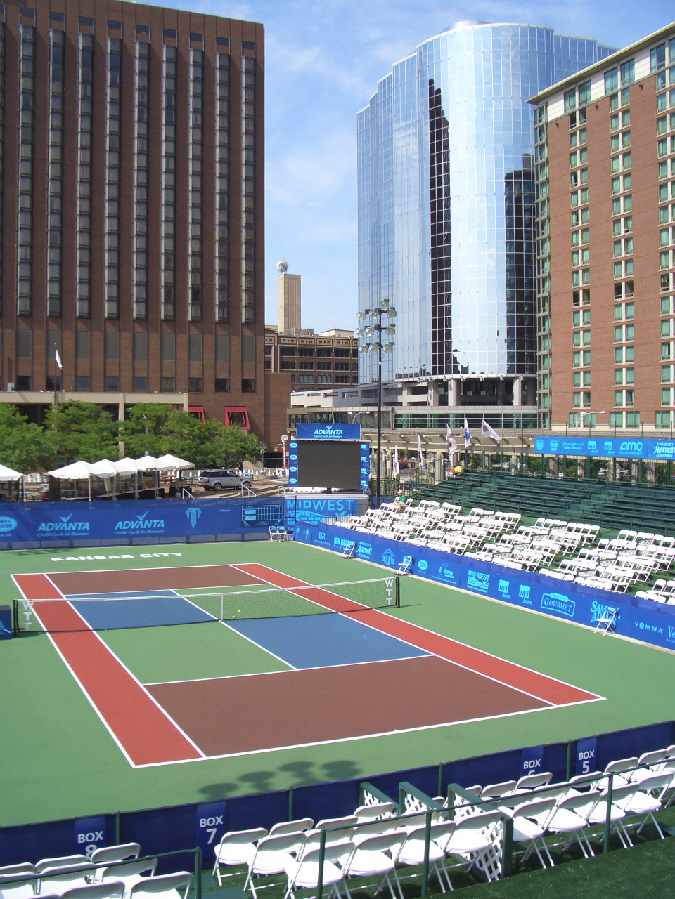
Barney Allis Plaza à Kansas City.

Les surfaces dites « dures » sont l'asphalte, le béton et l'acrylique. Cette dernière représente la majeure partie du calendrier professionnel, avec par exemple deux des quatre tournois du Grand Chelem qui l'utilisent : l'Open d'Australie joué sur du Greenset et l'US Open joué sur du Laykold. Six tournois des neuf Masters 1000 sont également joués sur des surfaces dures : Indian Wells, Miami, Montréal, Cincinnati, Shanghai et Paris-Bercy.
Les surfaces dures sont assez rapides, et la différence majeure entre celles-ci se fait surtout au niveau de la hauteur du rebond. Le principal avantage de ces surfaces est qu'elles ne réclament que peu d'entretien. Elles sont en revanche exigeantes pour les articulations des joueurs et demandent de bons appuis. Ces surfaces sont assez neutres, ce qui signifie qu'elles ne favorisent pas réellement un certain type de joueurs : en effet, on retrouve autant des serveurs volleyeurs que des joueurs de fond de court au palmarès de la plupart des tournois, même si les véritables amateurs de terre battue peuvent trouver ces courts trop rapides. Les courts que l'on retrouve dans la plupart des clubs sont quant à eux souvent en béton (ou en « quicks ») et présentent l'avantage de sécher très vite après d'éventuelles intempéries et de travailler les appuis des joueurs de tennis.

### Gazon

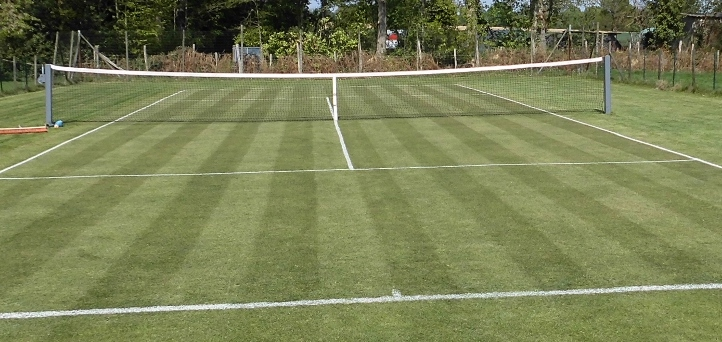
Tennis sur gazon près de Rennes (Ille-et-Vilaine), en France.

Le gazon est la plus ancienne surface au tennis et est notamment utilisée à Wimbledon. Le gazon est une surface plus rapide que la terre battue, au rebond plus bas et moins sensible aux effets imprimés à la balle (surtout au lift). Sa vitesse favorise généralement les attaquants et les gros serveurs, qui peuvent réaliser un grand nombre d'aces au cours d'un même match. Le gazon ne laisse que peu de place aux échanges longs et la plupart des joueurs n'hésitent pas à venir finir les points au filet.
Cependant, le gazon de Wimbledon ralentit considérablement plus les balles depuis le début des années 2000. En effet, le gazon est plus dense et l'herbe plus longue ; par conséquent la balle est freinée après l'impact au sol et arrive donc moins vite vers le relanceur. Durant la finale masculine de Wimbledon 2008, une animation informatisée montre en effet qu'en 2003, un service à 202 km/h ralentissait à 83 km/h après le rebond, alors qu'en 2008 ce même service chutait à 69 km/h, soit une perte de plus d'un mètre au niveau de la ligne de fond de court. Constitués à 70 % d’ivraie et à 30 % de fétuque rouge jusqu'en 2001, les courts de Wimbledon sont à partir de cette date composés à 100 % d’ivraie. L’objectif des organisateurs était de réduire la quantité de faux rebonds pendant les treize jours que dure le tournoi car ce nouveau gazon plus résistant pousse également sur un sol plus dur. Mais qui dit sol plus dur, dit également rebond plus haut. C'est la fin des balles qui fusent, des slices meurtriers et des retours de service au niveau du genou. Sur ce nouveau sol, le rebond de la balle est plus élevé, pratiquement au niveau des surfaces dures. La deuxième particularité de l’ivraie est de pousser de manière beaucoup plus verticale. La balle est alors davantage accrochée par l’herbe quand elle rebondit, ce qui la ralentit. Du fait de ces changements, le service-volée est nettement moins employé, car beaucoup moins efficace. Si l’effet sur l’état du court en fin de tournoi reste sujet à discussion, le ralentissement de la surface qui en a résulté est lui établi, à tel point que l’herbe de Wimbledon n’est plus aujourd’hui considérée comme une surface rapide. Si dans les années 1980 et 1990, le decoturf de Flushing Meadows était la surface intermédiaire entre la terre battue et le gazon, les rapports sont aujourd’hui inversés. Le tournoi du Grand Chelem le plus rapide se joue désormais à New-York, et c’est à Londres qu’on trouve la surface intermédiaire. Le gazon est une surface qui nécessite beaucoup d’entretien, ce qui explique que peu de clubs possèdent des courts en gazon, et que ceux-ci soient de moins en moins nombreux. La saison sur gazon ne dure d’ailleurs plus qu’un mois chez les professionnels.

### Terre battue

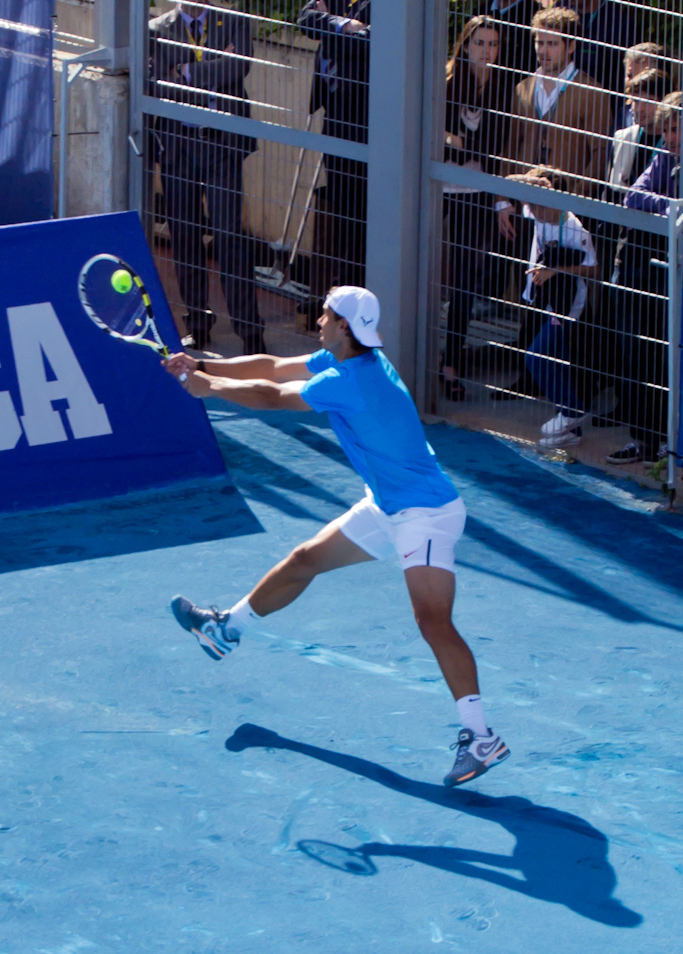
Entraînement de Rafael Nadal sur la terre battue bleue aux Masters de Madrid en 2012.

La terre battue est connue pour être l'une des surfaces les plus lentes (comparée à d'autres surfaces telles que le ciment, les résines utilisées sur courts couverts, ou encore le gazon), ce qui rend la pratique du tennis sur cette surface assez spécifique, notamment au haut niveau. Ainsi chez les joueurs professionnels, la qualification de « spécialiste de la terre battue » est couramment utilisée pour décrire les joueurs qui s'y distinguent particulièrement. Elle est utilisée pour Roland-Garros (tournoi du Grand Chelem), de même que dans trois des tournois Masters 1000 de l'ATP : Monte-Carlo, Madrid et Rome.
Cette surface a comme particularité d'être très sensible aux effets et le rebond des balles est relativement important (beaucoup plus que sur gazon, sensiblement équivalent sur surface dure). En outre, les appuis y sont moins brusques que sur les autres surfaces car le sol n'est pas entièrement stable : il est par conséquent possible aux joueurs de développer une technique de glissade en bout de course qui leur permet de couvrir plus de terrain et donc d'accroître leurs capacités défensives. Des études récentes de la FFT ont fait classer cette surface en « surface de confort », les problèmes d'usure d'articulations étant moins fréquents que sur les surfaces en dur sur lesquelles les chocs sur les articulations sont de l'ordre de trois fois le poids du corps. Cependant, en conséquence de ces caractéristiques, les échanges sont généralement plus longs sur terre battue et donc physiquement éprouvants pour les joueurs.
En ce qui concerne l'arbitrage, la terre battue se révèle intéressante car les balles laissent des marques au niveau de leur point d'impact, ce qui permet d'éviter certaines erreurs de jugement, surtout au niveau professionnel, où la vitesse de jeu est très élevée.
Le directeur du tournoi de Madrid Ion Țiriac a proposé à l'ATP des courts sur terre battue bleue (couleur du commanditaire). Déjà testée en 1992 à Paris pour une exhibition entre Yannick Noah et Steffi Graf et utilisé par Tiriac à Stuttgart en 1993. Celle-ci n'est pas directement acceptée, bien que le jeu y soit le même que sur couleur ocre et que les joueurs jouent de nombreux tournois sur dur de couleur bleue , Rafael Nadal, Novak Djokovic et d'autres joueurs s'y opposant, avec pour raison principale le fait que Madrid sert de dernière répétition avant Roland Garros et que les joueurs y veulent donc des conditions les plus proches possibles du tournoi du Grand Chelem. Toutefois, lors de la saison 2011, les Masters de Rome (plus proche des conditions du Grand chelem Français) et de Madrid (le tournoi est en altitude) sont intervertis et Rome devient donc le dernier tournoi important de préparation à Roland-Garros. En conséquence, Ion Tiriac annonce que la terre battue bleue deviendra la surface de jeu du Masters de Madrid à partir de la saison 2012. À la suite de cette édition 2012 du tournoi de Madrid, plusieurs joueurs se sont plaints de la mauvaise qualité de la surface. Les deux premiers joueurs mondiaux Novak Djokovic et Rafael Nadal, éliminés prématurément dans le tournoi, ont menacé de ne plus participer aux éditions ultérieures si cette surface venait à être conservée, arguant du fait que celle-ci s'avérait beaucoup trop glissante. Malgré la défense de cette nouvelle terre battue bleue par les organisateurs qui ont invoqué un problème technique dans la préparation des courts, l'ATP a finalement donné raison aux joueurs en interdisant cette surface et en demandant aux organisateurs de revenir à la terre battue ocre traditionnelle dès l'édition 2013 du tournoi.
L'US open s'est joué de 1975 à 1977 sur terre battue verte (appelée Har-tru), courante aux États-Unis et pratiquée en 2010 à l'Open de Sarasota (tournoi Challenger). La Coupe Family Circle se déroule depuis toujours sur terre battue verte.
De la terre battue jaune est utilisée en 2010 à la Copa Sevilla (tournoi Challenger).
Un court sur terre battue rose est installé à Roland Garros, en 2012, dans le cadre du village de la femme installé pour cette édition.

### Moquette
La moquette (carpet en anglais sur les calendriers de l'ATP) est, à de rares exceptions, utilisée uniquement en intérieur. Le terme synthétique est aussi employé (en France).
Les tournois en salle se disputent généralement dans des salles omnisports. Pour les rencontres de tennis, le sol est recouvert de moquette en rouleaux ou en plaques ou par des tuiles de plastique qui s'emboîtent.
La moquette est très exigeante pour les articulations, ce qui amena l'ATP à la bannir de son circuit en 2009. Toutefois, des rencontres de Coupe Davis (qui est organisée par la FIT) sont encore jouées sur moquette. L'ATP World Tour Finals qui clôt la saison en regroupant les huit meilleurs joueurs du monde et qui fait figure de "Grand Chelem" en salle, s'est longtemps joué sur moquette. Le Grand Prix de tennis de Lyon était le dernier tournoi ATP sur moquette en 2008. Quelques rares tournois du circuit Challenger sont joués sur cette surface (2 sur 138 en 2010 à Belgrade et Kyoto). Les clubs ne l'utilisent plus beaucoup, pour les mêmes raisons que l'ATP mais aussi parce qu'elles demandent un entretien important. La rencontre Suisse / Biélorussie en 2000 a été jouée sur moquette outdoor. Les tournois de Boston 1969 ; Bologne 1971 ; Chicago 1975 ; Londres 1976 ; São Paulo en 1976, 1989 et 1990 ; Rio de Janeiro 1989 et Brasilia 1991 ont été joués sur moquette outdoor.

### Parquet
Les courts sur parquet (bois) uniquement en salle ont été utilisés dans certains des premiers Jeux olympiques ou dans des rencontres de Coupe Davis comme Paraguay - France en 1985 jouée sur parquet indoor. Le jeu y est extrêmement rapide. On joue sur parquet dans beaucoup de salles omnisports hors du circuit professionnel.

### Synthétique
Les surfaces synthétiques, comme leur nom l'indique, synthétisent les surfaces naturelles existantes tel le gazon ou la terre battue c'est-à-dire que ce sont des courts sur fausse pelouse ou fausse terre battue, en plastique, mais le terme est aussi employé (en France) pour désigner la moquette des nombreux tournois en salle du circuit ATP avant son interdiction en 2009 (voir les calendriers de l'ATP).

### Indoor(en salle)
Les surfaces pratiquées en salles sont, en Coupe Davis, le dur, la moquette, la terre battue, le parquet et, sur le circuit ATP, le dur uniquement et, avant 2009, la moquette ainsi que le gazon à deux reprises en 1975 et 1978. La principale différence du jeu en salle est de ne pas être perturbé par le vent, notamment au service, ce qui favorise les joueurs dont l'engagement est l'arme principale. L'acoustique y est aussi changée, le contact de la balle dans la raquette est plus bruyant et les encouragements du public se font plus proches. À Wimbledon, quand le toit est déplié les jours de pluie, on peut assister à un match sur gazon en salle. À l'Open d'Australie, en cas de très fortes chaleurs, le toit est déplié et l'on joue donc sur dur en salle. Le tournoi de Melbourne en salle de 1975 et celui de Birmingham en 1978 ont été joués sur gazon indoor.

## Surfaces selon les compétitions

### Surfaces de jeu selon la FIT
- Acide acrylique (Acrylic), une résine pigmentée à la surface texturée, c'est la surface utilisée pour l'Open d'Australie et l'US Open ;
- Asphalte (Asphalt), bitume et granulat ;
- Béton (Concrete), agrégat de ciment ;
- Gazon (Grass), herbe naturelle, c'est le type de surface de Wimbledon ;
- Gazon synthétique (Artificial Grass), surface synthétique à l'apparence du gazon ;
- Moquette (Carpet), matière textile, polymère en rouleaux ou plaques prêtes à l'emploi, c'était le type de surface des Masters dans les années 1980 ;
- Terre battue (Clay), ensemble minéral délié, c'est le type de surface de Roland Garros ;
- Terre artificielle (Artificial Clay), surface synthétique à l'apparence de la terre battue ;
- Bois (parquet), cette surface a quasiment disparu ;
- Toile sur bois ;
- Tuiles modulable[7].

### Surfaces de jeu du calendrier ATP
- Dur extérieur (Outdoor Hard) ;
- Dur intérieur (Indoor Hard) ;
- Gazon extérieur (Outdoor Grass) ;
- Moquette intérieur (Indoor Carpet), les moquettes sont interdites depuis 2009 sur décision de l'ATP[réf. nécessaire] ;
- Terre battue extérieur (Outdoor Clay) ;
- Terre battue intérieur (Indoor Clay).

#### Surfaces de jeu aux tournois du Grand Chelem
L'Open d'Australie se joue sur gazon jusqu'en 1987, puis sur dur : Rebound Ace jusqu'en 2007, Plexicushion entre 2008 et 2019 et GreenSet depuis 2020. Roland-Garros et Wimbledon se jouent tous les deux sur la même surface depuis leur création, respectivement sur terre battue et sur gazon. L'US Open se joue sur gazon jusqu'en 1974 puis sur terre battue verte (Har-tru) de 1975 à 1977, sur dur (Decoturf) à partir de 1978 et depuis 2020 sur Laykold.
En 2007, la FIT, qui classifie la vitesses des surfaces en quatre catégories (lente, intermédiaire, semi-rapide et rapide), attribue les catégories suivantes aux tournois du Grand Chelem[réf. nécessaire] : lent pour Roland Garros, rapide pour l'US Open ; semi-rapide pour l'Open d'Australie, et, à la surprise générale[réf. nécessaire], intermédiaire pour Wimbledon.

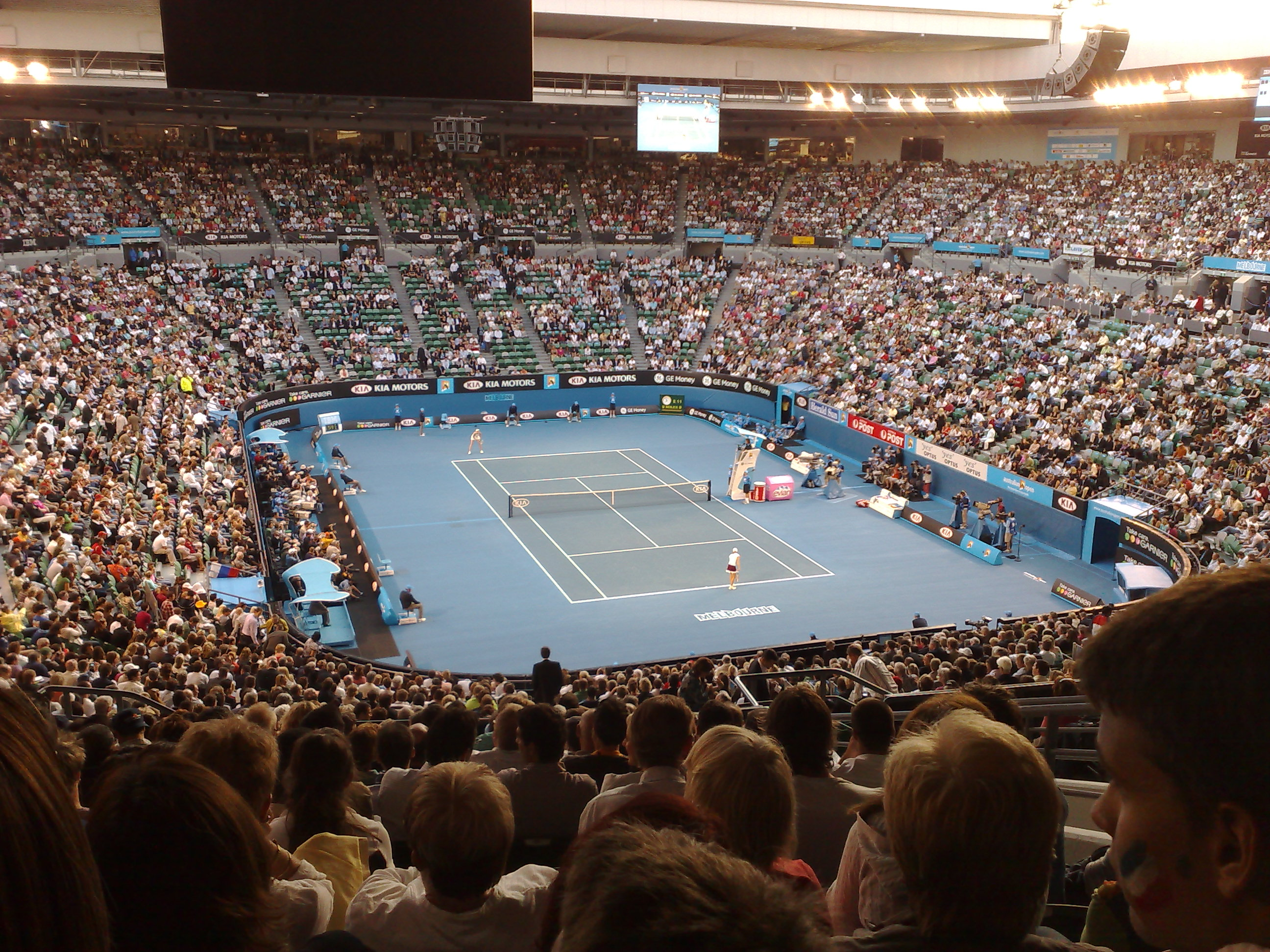
La Rod Laver Arena à l'Open d'Australie.
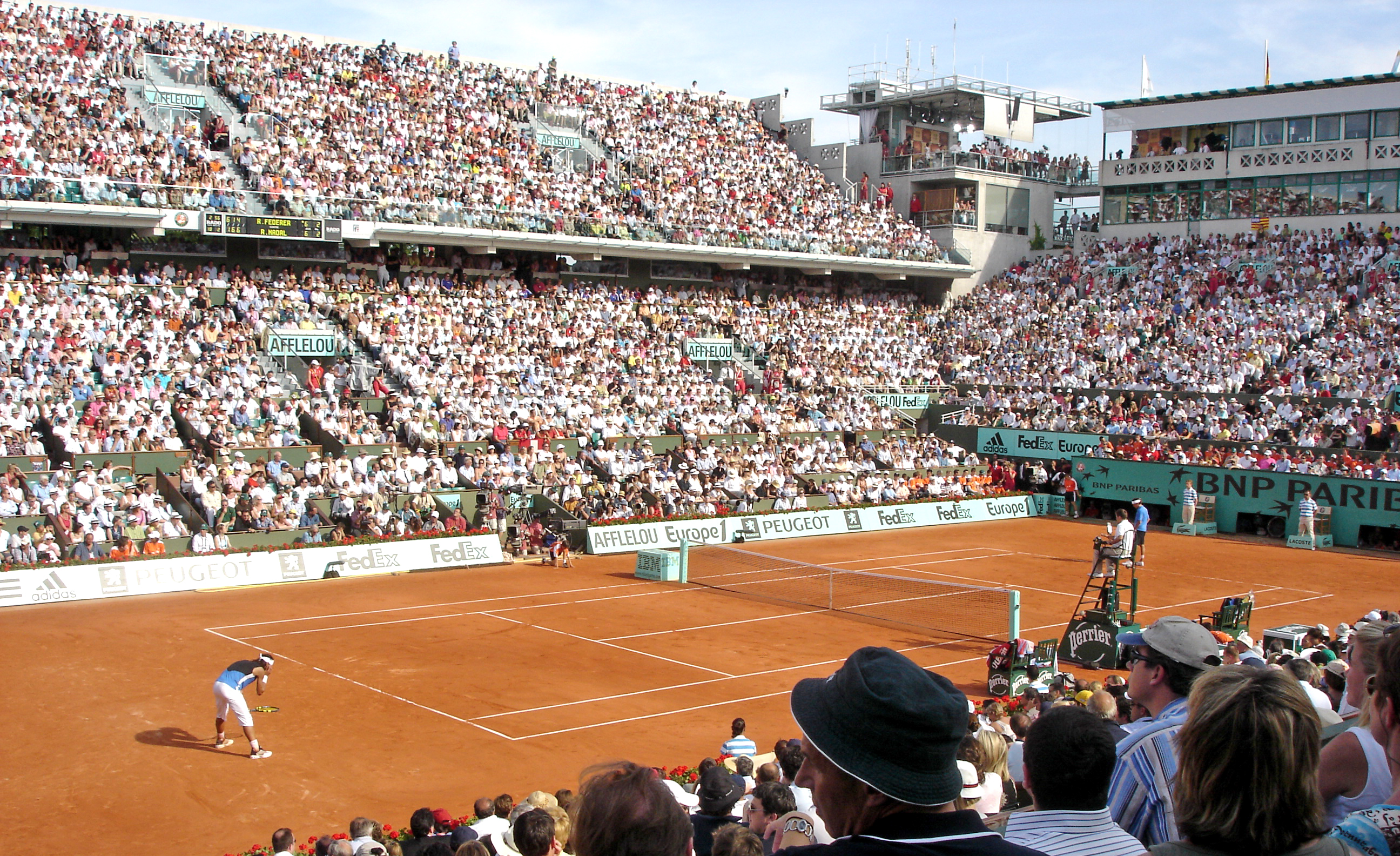
Le court Philippe Chatrier à Roland-Garros.
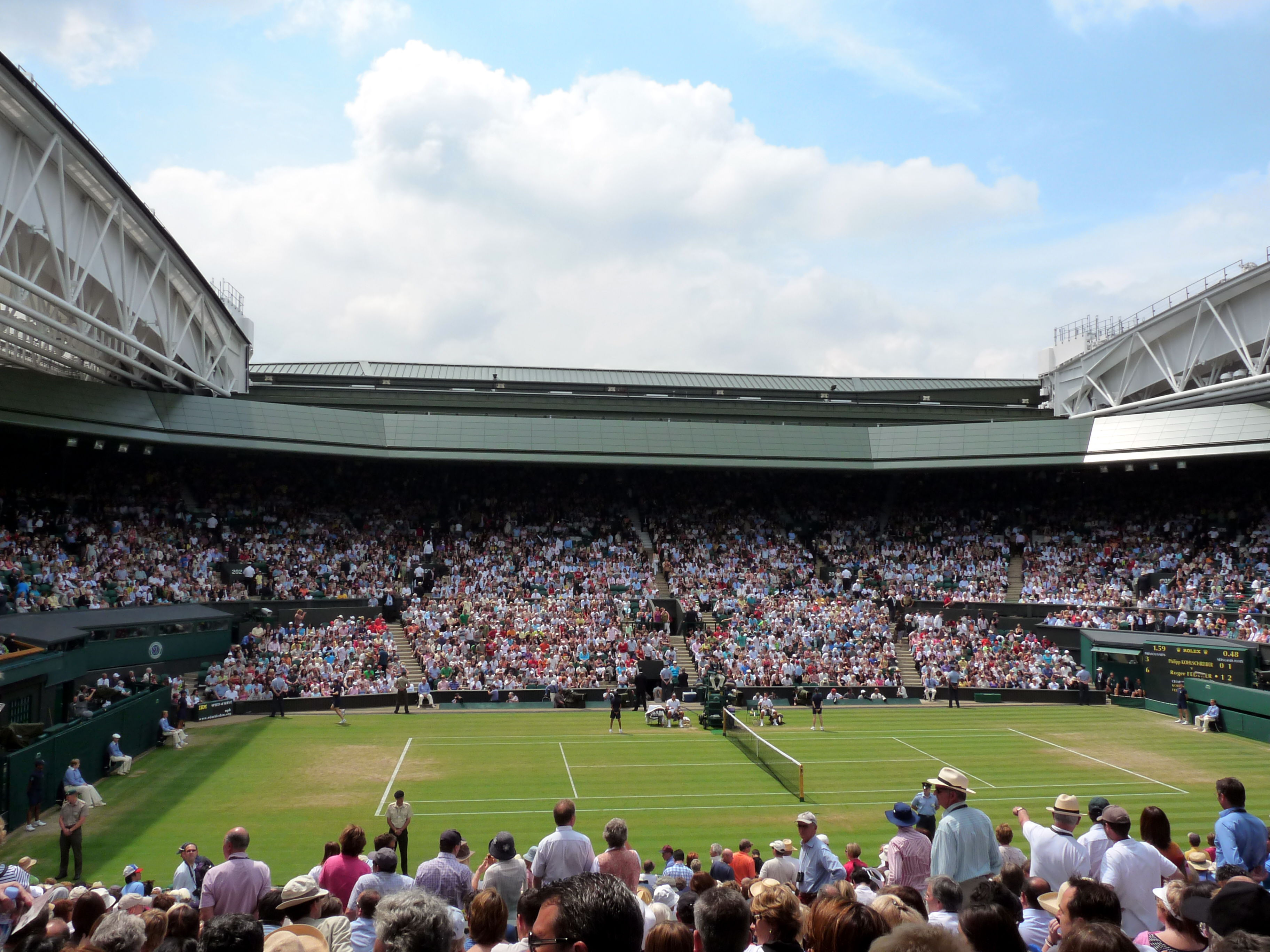
Le court central à Wimbledon.
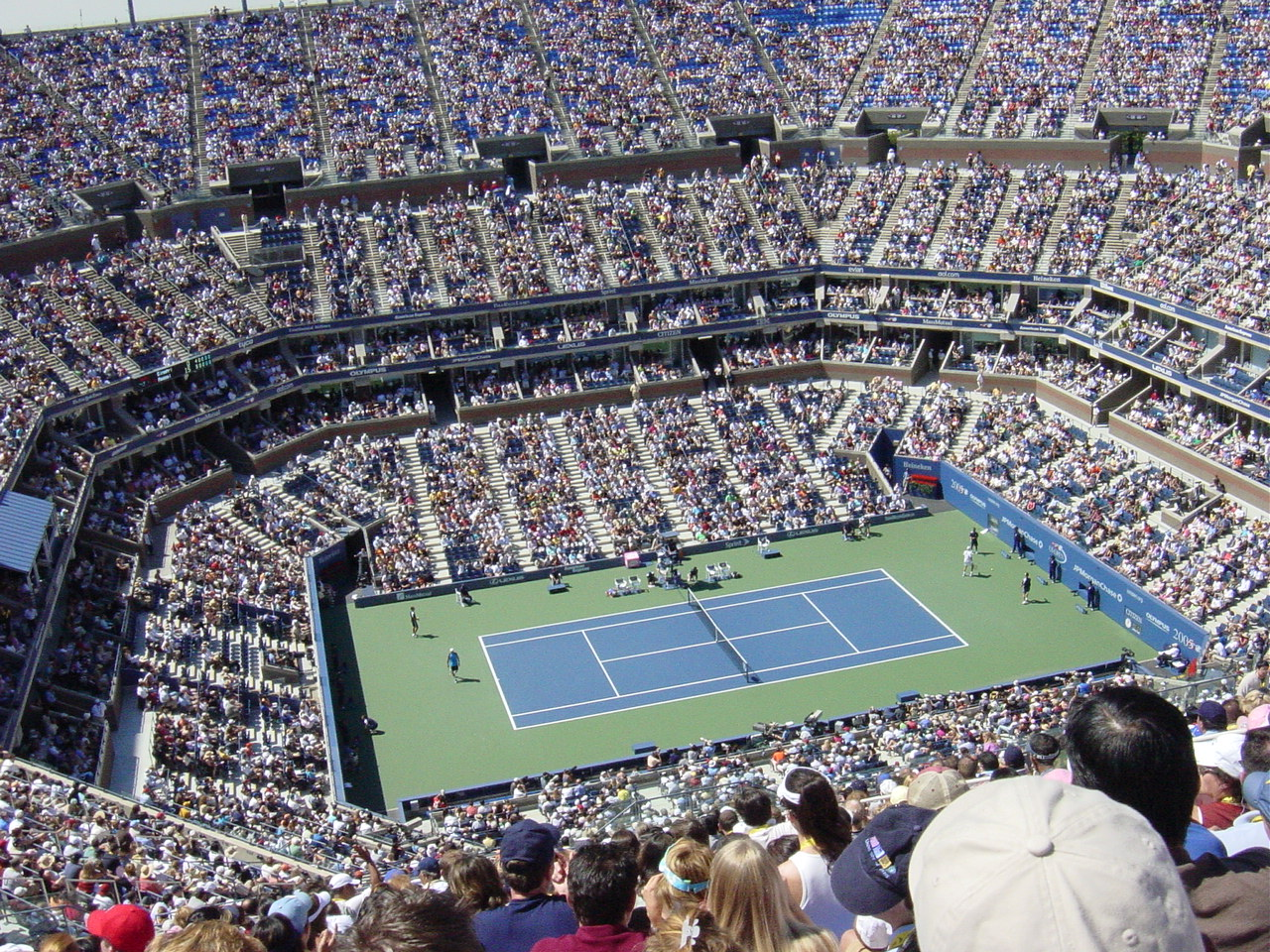
Le Arthur Ashe Stadium à l'US Open.

### Surfaces de jeu aux Jeux olympiques
Les surfaces utilisées varient selon l'endroit où sont organisés les Jeux olympiques. Lors des Jeux olympiques d'été de 1908 à Londres et des Jeux olympiques d'été de 1912 à Stockholm, les hommes jouent respectivement sur gazon et terre battue en extérieur tandis que les femmes jouent les deux années sur parquet intérieur (indoor). Aux Jeux olympiques d'été de 1992 à Barcelone, la terre battue est utilisée. Vient ensuite une période de douze ans où les joueurs évoluent sur surface dure, comme lors des Jeux olympiques d'été de 1996 à Atlanta, des Jeux olympiques d'été de 2000 à Sydney, des Jeux olympiques d'été de 2004 à Athènes et des Jeux olympiques d'été de 2008 à Pékin. Le gazon revient pour les Jeux olympiques d'été de 2012 à Londres, sur les mêmes sites que ceux du tournoi de Wimbledon. La surface dure est à nouveau utilisée lors des Jeux olympiques d'été de 2016 à Rio de Janeiro et des Jeux olympiques d'été de 2020 à Tokyo. La terre battue fait finalement son retour aux Jeux olympiques d'été de 2024 à Paris, sur les sites de Roland-Garros.